# Vella americana
Vella americana là một loài côn trùng trong họ Myrmeleontidae thuộc bộ Neuroptera. Loài này được Drury miêu tả năm 1773.